# 臺北市萬華區東園國民小學
25°01′23″N 121°29′54″E / 25.023091°N 121.498259°E

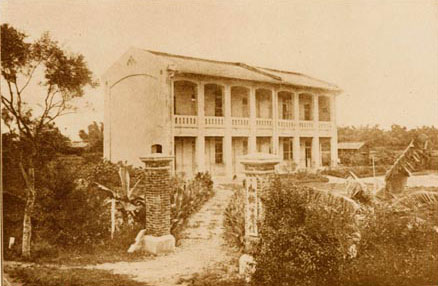
加蚋公學校(1916年)

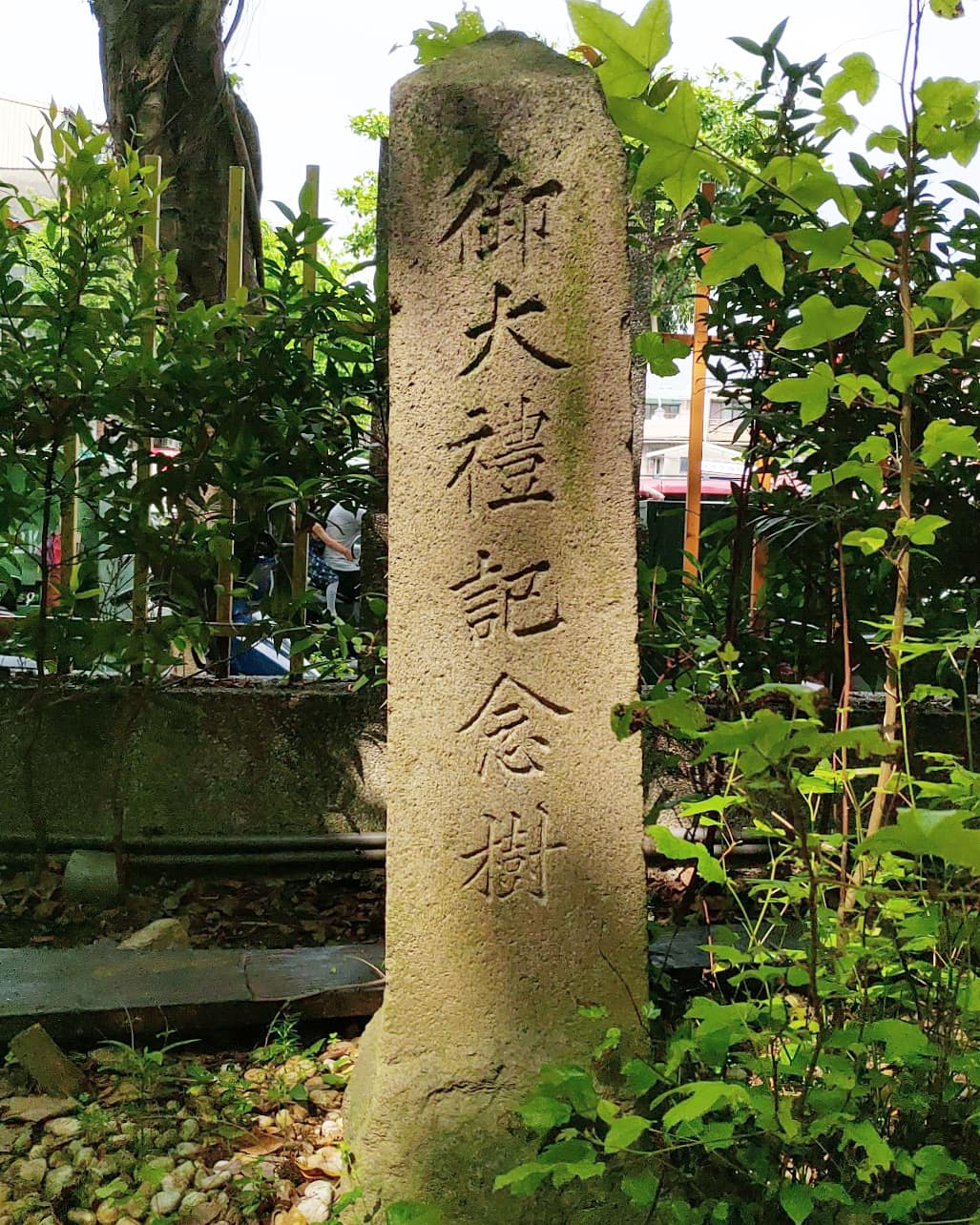
御大禮紀念樹碑(1915年)

臺北市立東園國民小學簡稱東園國小，位於台灣台北市萬華區東園街195號。
創立於1912年3月，稱為「臺北廳大安公學校加蚋分校」，翌年獨立成為「加納公學校」，1922年改名為「東園公學校」，1941年改稱「東園國民學校」，直至1968年(民國57年)才正式定名為「東園國民小學」，是加蚋地區第一所成立的小學，屬百年老校。

## 校史
- 明治45年(1912年)，3月，創校名稱：「臺北廳大安公學校加蚋分校」。
- 大正2年(1913年)，學校改名為「臺北廳加蚋公學校」。
- 大正4年(1915年)，11月，立御大禮記念樹碑。
- 大正7年(1918年)，第一屆學生畢業，時有男生47名，女生7名。[1]
- 大正11年(1922年)，學校改名為「臺北州臺北市東園公學校」。
- 昭和16年(1941年)，學校改名為「臺北州臺北市東園國民學校」。
- 民國32年(1943年)，成立東園少棒隊
- 民國34年(1945年)，11月，戰後改為「臺北市雙園區東園國民學校」。
- 民國41年(1952年)，友校-臺北市大安區大安國民學校(今臺北市大安區大安國民小學)贈孔子銅像
- 民國44年(1955年)，旗桿改建
- 民國49年(1960年)，校舍改建，南舍興建
- 民國50年(1961年)，增特殊教育班，潛能教育班
- 民國57年(1968年)7月，改為臺北市雙園區東園國民小學
- 民國66年(1977年)，增桌球教室、游泳池、合作社
- 民國77年(1988年)，附設幼稚園成立
- 民國79年(1990年)，3月，臺北市行政區調整，校名改為臺北市萬華區東園國民小學。
- 民國80年(1991年)，建創校八十週年紀念碑
- 民國92年(2003年)，游泳池、合作社廢止，游泳池改建為地下體育場
- 民國96年(2007年)，女壘隊成立
- 民國97年(2008年)，學校改建，特教班廢止，禮堂啟用
- 民國100年(2011年)，跑道改建，贈少棒隊專用交通車；5月27日，舉行了百年校慶
- 民國102年(2013年)，榮獲「臺北教育111」標竿學校認證 [2]
- 民國103年(2014年)，增美術班
- 民國105年(2016年)，捷運共構大樓興建計畫通過，興建地上6層，地下2層，屋突出1層，為捷運加蚋站2號出入口、電梯及通風井Y、捷運冷卻水塔、禮堂、溫水游泳池、演講廳、棒球打擊場、多功能教室、校史室，地下停車場及捷運4號出入口，由台北市政府捷運工程局代辦施作，於2023年10月31日上梁典禮，預計113年蓋好，114年啟用。

## 歷任校長

### 日治時期
依臺灣總督府職員錄檔案
- 1912年(明治45年)，大安公學校加蚋仔分校時期，有訓導吳受祿一名。
- 1913年(大正2年)，始有百瀨正戶擔任學校長(兼)教諭。
- 1916年(大正5年)，室園武擔任學校長(兼)教諭。
- 1924年(大正13年)，鷲野昇擔任學校長。
- 1925年(大正14年)，久津美昇擔任學校長。
- 1928年(昭和3年)，武田靏八擔任學校長。
- 1930年(昭和5年)，稻田清擔任學校長。
- 1932年(昭和7年)，青木長八擔任學校長。
- 1936年(昭和11年)，永友秀夫擔任學校長。
- 1940年(昭和15年)，野崎秀雄擔任學校長。
- 1943年(昭和18年)，川崎登擔任學校長。

### 民國時期
- 1945年(民國34年) 11月派吳坑為首任校長。
- 1947年(民國36年) 2月派陳清諒為第2任校長。
- 1948年(民國37年) 9月派林清德為第3任校長。
- 1949年(民國38年) 8月派陳臣火為第4任校長。
- 1950年(民國39年) 8月派吳傳成為第5位校長。
- 1951年(民國40年) 12月派陳清諒為第6任校長。
- 1955年(民國44年) 9月派李媽瑙為第7任校長。
- 1956年(民國45年) 2月派陳永熙為代理校長。
- 1957年(民國46年) 1月派張烏洋為第8任校長。
- 1958年(民國47年) 8月派曹耀西為第9位校長。
- 1959年(民國48年) 8月派王陳美女為第10任校長。(為台籍女性校長第一人。)[4]
- 1969年(民國58年) 1月派陳永熙為第11任校長。
- 1975年(民國64年) 2月派鄭福林為第12任校長。
- 1980年(民國69年) 2月派林啟超為第13任校長。
- 1985年(民國74年) 8月派丁占鰲為第14任校長。
- 1991年(民國80年) 2月派李調棟為第15任校長。
- 1995年(民國84年) 8月派秦慧嫻為第16任校長。
- 2003年(民國92年) 8月派盧清蓮為第17任校長。
- 2011年(民國100年) 8月派梁俊堯為第18任校長。
- 2017年(民國106年) 8月派陳毓卿為第19任校長。

## 傑出校友
- 楊睿智
- 陳致遠
- 曾華偉
- 陳冠任
- 洪啟峰
- 曾嘉敏
- 朱鴻森
- 林光宏
- 林蘭芷
- 楊貴媚
- 梁家榮
- 曹佑寧
- 江坤宇
- 張奕
- 孫易磊

## 交通

### 市區公車
- 東園國小站
  - 藍28、綠17
- 保德里站 
  - 藍28、
  - 綠17
- 楊聖廟站
  - 38區間車
- 民和街口站
  - 38區間車
- 光仁小學站
  - 12、630、205、212直、 212夜間公車、藍29
- 萬大國小站
  - 601、985(原萬大樹林線先導公車)、212直、212夜、307西藏、307莒光、204、204區間車、62、202、202區間車、673、205、260、246、201
- 果菜市場站
  - 601、985(原萬大樹林線先導公車)、307西藏、307莒光、204、204區間車、62、202、202區間車、673、260、246、201、藍29、630、12、藍28、綠17
- 華中河濱公園站
  - 601、204、204區間車、62、673、260、246、藍29、630、12、藍28、綠17
- 榮德里站
  - 38
- 東隆宮站
  - 38
- 東園公園站
  - 38區間車
- 青年路派出所站
  - 12、630、205、212夜間公車、212直達車

### 捷運
萬大樹林線
加蚋站

### 公共自行車
臺北市公共自行車租賃系統
東園國小站

### 橋樑
華中橋

### 快速道路
水源快速道路
臺北市環河南北快速道路

## 外部連結
- 東園國小 （页面存档备份，存于）
- 臺北市萬華區東園國民小學臉書專頁 （页面存档备份，存于）